# George Edwardes
George Joseph Edwardes, nato Edwards (Grimsby, 8 ottobre 1855 – Londra, 4 ottobre 1915), è stato un direttore artistico e produttore teatrale britannico di origini irlandesi, che portò una nuova era nel teatro musicale sui palcoscenici britannici e oltre.
Edwardes iniziò a occuparsi di teatro lavorando presto in numerosi teatri del West End. All'età di 20 anni dirigeva teatri per Richard D'Oyly Carte. Nel 1885 Edwardes divenne direttore del Gaiety Theatre con John Hollingshead, che presto si ritirò.
Per i successivi tre decenni Edwardes governò un impero teatrale tra cui il Gaiety, il Daly's Theatre, il Teatro Adelphi ed altri e mandò in tournée compagnie in Regno Unito e all'estero. Nei primi anni del 1890 Edwardes riconobbe i mutevoli gusti del pubblico del teatro musicale e guidò il trasferimento dal burlesque e l'opera comica alla Commedia musicale edoardiana.

## Biografia
Edwardes nacque a Grimsby, Lincolnshire, in Inghilterra. Era il maggiore di quattro figli e tre figlie di James Edwards, controllore delle dogane e sua moglie, Eleanor Widdup. I genitori di Edwardes erano cattolici romani di Wexford, in Irlanda. Frequentò il St James's College, a Old Clee, dopo di che fu inviato a Londra per sostenere l'esame per la Royal Military Academy di Woolwich. I suoi cugini però erano i direttori teatrali irlandesi John e Michael Gunn e ottennero un lavoro per lui al Royal Opera House di Leicester.

### Inizi della carriera
Michael Gunn conobbe Richard D'Oyly Carte nel 1875 e in seguito divenne partner della sua società di produzione. Lui e il giovane Edwardes si trasferirono a Londra per lavorare per Carte all'Opera Comique alla fine del 1870, con Edwardes che ricevette l'incarico di fiducia di tesoriere. Alla fine divenne direttore di Carte all'Opera Comique e poi fu il primo amministratore delegato di Carte del Savoy Theatre nel 1881, contribuendo a produrre alcune delle famose opere comiche di Gilbert e Sullivan fino al 1885. Durante questo periodo aggiunse la "e" al suo cognome. Mentre lavorava all'Opera Comique Edwardes incontrò la sua futura moglie, la cantante Julia Gwynne, che portò alla D'Oyly Carte Opera Company, dove diventò la protagonista. La coppia si sposò nel 1885 ed ebbe tre figlie, tra le quali una di nome Dorothy e un maschio, D'Arcy.

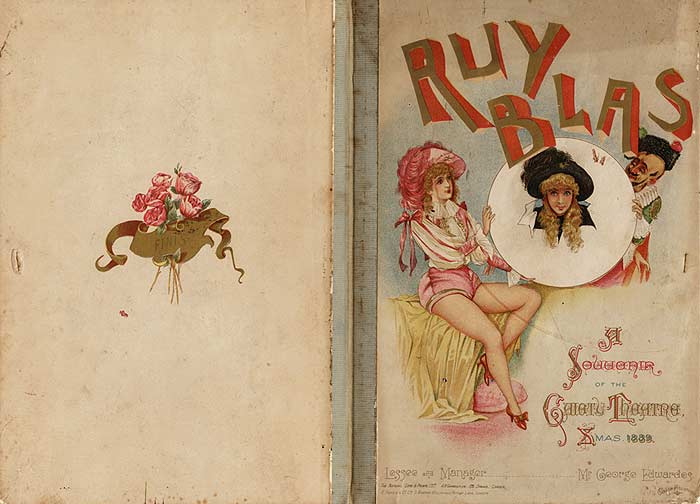
Souvenir del programma di Ruy Blas and the Blasé Roué

Nel 1885 Edwardes fu assunto per succedere a John Hollingshead come direttore del Gaiety Theatre, producendo i burlesque in cui il Gaiety era specializzato. Insieme produssero Little Jack Sheppard un burlesque a lunghezza intera con una partitura originale di Meyer Lutz, che andò in scena in anteprima a Natale del 1885. Successivamente, nel 1886, Hollingshead si ritirò, e da allora in poi il Guv'nor (come Edwardes cominciò ad essere conosciuto) passò al comando, con l'assistenza della star del teatro, Nellie Farren.
Il successivo spettacolo che Edwardes produsse al Gaiety fu Dorothy (1886), un'opera comica simile alle opere di Gilbert e Sullivan che aveva prodotto per Carte, ma il pubblico del Gaiety era abituato ai burlesque e così Edwardes vendette i diritti di Dorothy, che divenne un successo in un altro teatro. In seguito al successo di Little Jack Sheppard, Edwardes riportò il Gaiety alla produzione di burlesque, ma questi erano "nuovi burlesque": pieces a lunghezza intera con musica originale di Meyer Lutz, invece di partiture che raggruppavano varie melodie popolari. Tra questi figuravano Monte Cristo, Junior (1887), Miss Esmeralda (1887), Frankenstein, or The Vampire's Victim (1887), Faust up to Date (1888), Ruy Blas and the Blasé Roué (1889), Carmen up to Data (1890), Cinder Ellen up too Late (1891) e Don Juan (1892, con musiche di Meyer Lutz, libretto di Fred Leslie e testi di Adrian Ross). John D'Auban coreografò i burlesque del Gaiety fino al 1891. Questi nuovi burlesque ebbero molto successo e fecero tournée in Gran Bretagna e all'estero. Tuttavia il successo fuori controllo di Dorothy (fino a quel momento divenne il pezzo eseguito più volte nella storia del teatro musicale) mostrò a Edwardes e ad altri produttori che le commedie di attualità e leggere potevano avere un enorme successo. Allo stesso tempo la morte di Fred Leslie e il ritiro di Nellie Farren nel 1892 contribuirono a porre fine all'era del burlesque del Gaiety.
Edwardes produsse spettacoli anche in altri teatri. Ad esempio, nel 1892, rilevò il Prince of Wales Theatre. Inoltre, dopo che Gilbert e Sullivan smisero di lavorare insieme esclusivamente negli anni 1890, Edwardes produsse His Excellency di Gilbert al Lyric Theatre nel 1894. Divenne anche direttore del difficile Empire Theatre di Londra e lo trasformò in un auditorio prima che venisse utilizzato per diversi balletti di successo diretti dal compositore e regista Leopold Wenzel.

### Diffusione della commedia musicale

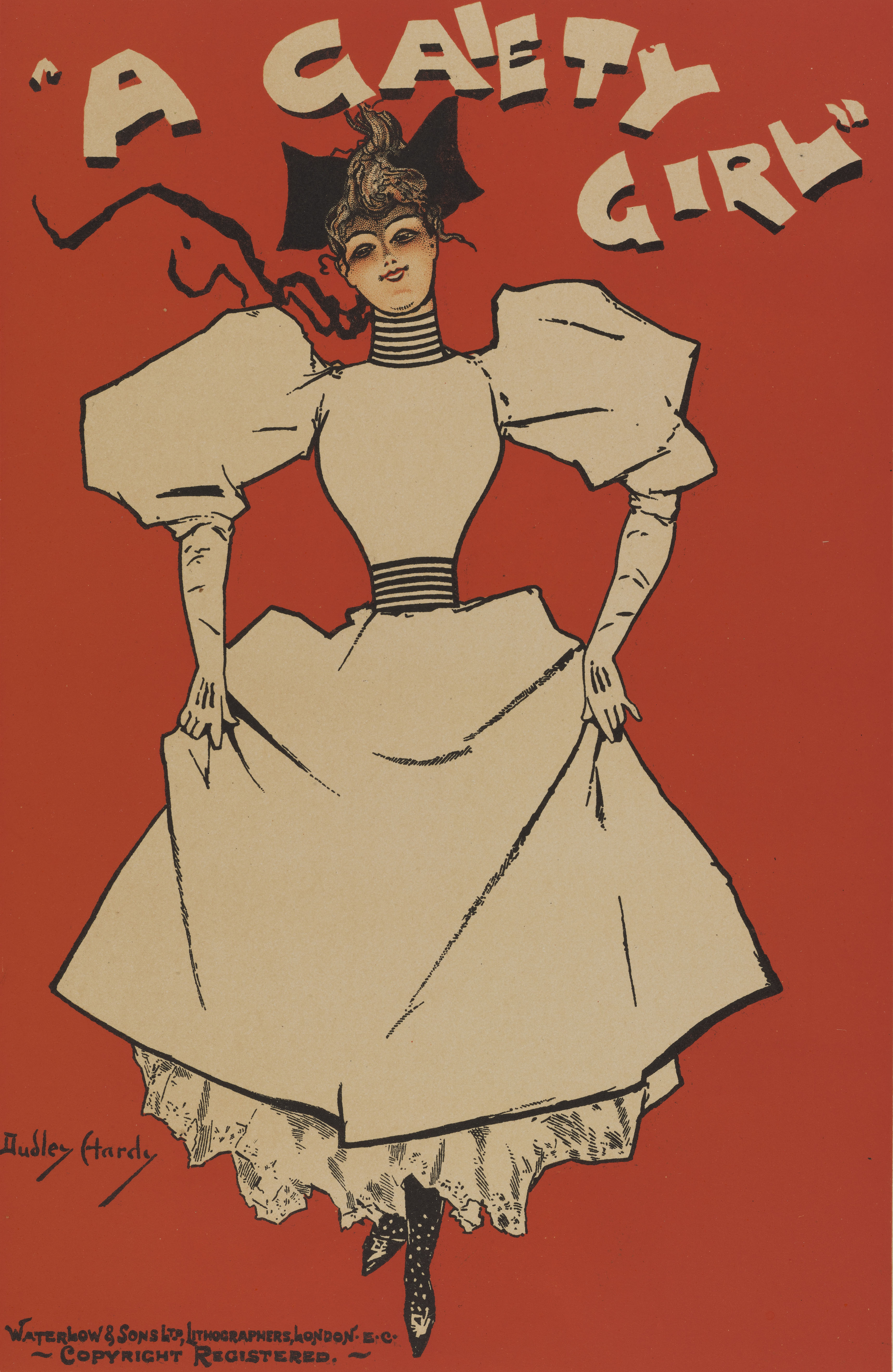
Poster di A Gaiety Girl

Negli anni '90 Edwardes iniziò una nuova strategia per il Gaiety, che era una variazione del tipo di spettacoli che lui e Carte avevano prodotto e aveva anche elementi dei burlesque del Gaiety e degli intrattenimenti di music hall. Il primo di questi spettacoli, prendendo spunto da Dorothy, aveva uno stile musicale simile alle opere comiche di Gilbert e Sullivan. In questo mix incorporò alcuni degli elementi della forma che Harrigan & Hart avevano stabilito a Broadway un decennio prima. Come Thomas German Reed e W. S. Gilbert prima di lui, Edwardes voleva produrre spettacoli musicali che fossero più rispettabili (e attirassero una folla più benestante ed educata) rispetto al burlesque spinto. Ma Edwardes cercava pezzi che integrassero il dialogo parlato e la musica in un modo più leggero e meno satirico di quanto non avessero fatto Gilbert e Sullivan, usando canzoni d'attualità, costumi alla moda e scherzi impertinenti tra i personaggi.
Il primo di questi, In Town nel 1892 e poi A Gaiety Girl nel 1893 (entrambi prodotti da Edwardes al Prince of Wales Theatre), ebbero un grande successo e confermarono Edwardes della validità del percorso che aveva intrapreso.
Edwardes soprannominò i suoi nuovi lavori "commedie musicali". Se Edwardes non inventò il genere, lo rese popolare in Gran Bretagna e fu il primo produttore a renderlo famoso e popolare nel mondo. Usò i migliori scrittori e compositori per creare spettacoli interessanti per il suo pubblico vittoriano ed edoardiano. Sebbene non abbia mai recitato nelle sue produzioni, Edwardes controllava ogni altro aspetto di esse.

#### Il Gaiety Theatre

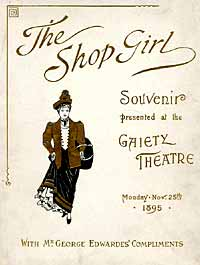
Souvenir dello spettacolo per il 1º anniversario di The Shop Girl

Al Gaiety Theatre Edwardes assunse Ivan Caryll come compositore e direttore musicale residente e creò una serie di spettacoli con personaggi e costumi alla moda, musica melodica, testi romantici e d'attualità e belle danze. Incorporò questi elementi in una narrazione originale spesso inconsistente ma comunque coerente. Come il burlesque, i "musical girls" di Edwardes presentavano corpi di ballo e altri sistemi per esporre i corpi delle donne, ma nel contesto della semplice narrativa, elaborate esibizioni di moda e scenari contemporanei insieme ad una leggera parodia delle convenzioni sociali e dei temi di attualità.
Per i successivi due decenni, i "musical girls", con canzoni popolari di Lionel Monckton ed i libretti vivaci di Owen Hall riempirono il Gaiety Theatre, tra questi figuravano: The Shop Girl (1894), The Circus Girl (1896), A Runaway Girl (1898), The Orchid (1903), The Spring Chicken (1905), The Girls of Gottenberg (1907), Our Miss Gibbs (1909), The Sunshine Girl (1912), e After the Girl (1914). Le eroine erano giovani donne indipendenti che spesso si guadagnavano da vivere. Le storie seguivano una trama familiare: una showgirl entra nell'alta società, una commessa fa un buon matrimonio. C'erano sempre un equivoco durante il primo atto e un fidanzamento alla fine. Usando le parole di una recensione dell'epoca i musical di Edwardes erano "Leggeri, brillanti e divertenti". Questi musical furono largamente imitati da altri produttori britannici e, nel giro di un decennio, in America.
Forse per bilanciare i "musical girls", il Gaiety presentava anche una serie di quelli che potrebbero essere descritti come "musical boys", come ad esempio The Messenger Boy (1900), The Toreador (1901), The New Aladdin (1906) e Theodore and Co. (1916)

#### Le Gaiety Girls e l'alta moda

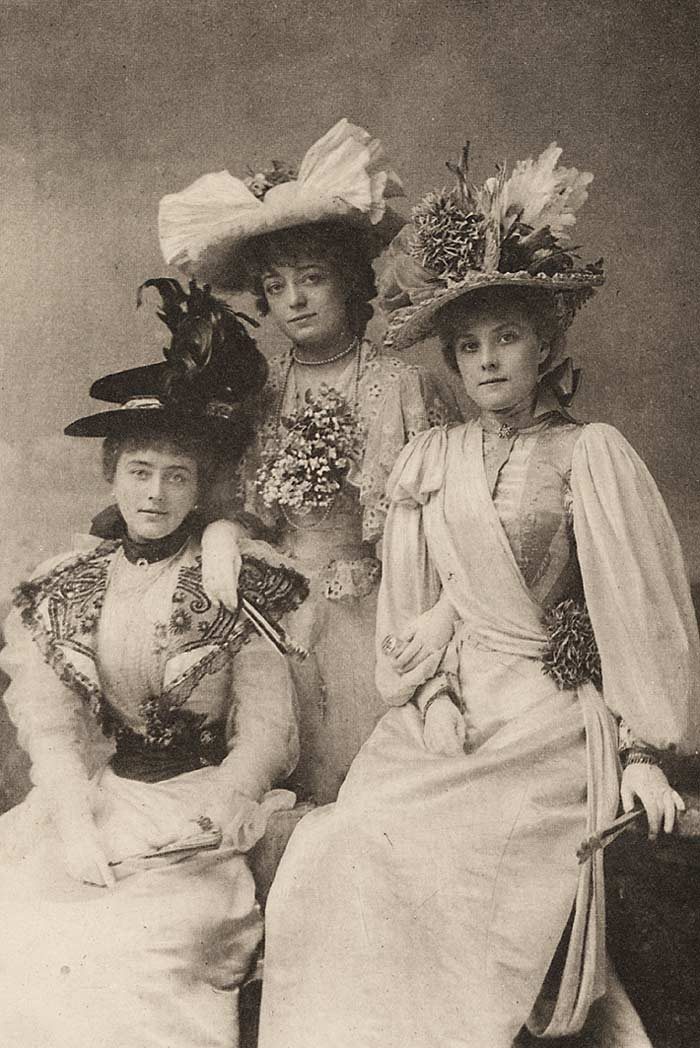
Gaiety Girls, 1890 c.ca

Una delle maggiori attrattive degli spettacoli di Edwardes era il suo affascinante corpo di ballo delle "Gaiety Girls". Erano ragazze eleganti e alla moda, a differenza delle attrici corsettate dei burlesque precedenti. Negli spettacoli di Edwardes queste donne erano, come notato da The Sketch nella sua recensione di The Geisha del 1896, "vestite secondo l'ultima moda e più estrema del momento". Molti dei più famosi couturier londinesi disegnarono costumi per le produzioni di Edwardes. Le riviste illustrate erano ansiosi di pubblicare fotografie delle attrici negli ultimi successi teatrali e quindi il teatro divenne un modo eccellente per i sarti di pubblicizzare le loro ultime mode.
Le ragazze del Gaiety erano giovani raffinate, ben educate e divennero un'attrazione popolare e un simbolo di femminilità ideale. Erano molto ricercate dai "corteggiatori all'entrata del palcoscenico" degli anni '90, alcune di loro diventavano attrici popolari o si sposavano con uomini dell'alta società e persino con nobili. Ad esempio, nel 1907 Denise Orme sposò Lord Churston e in seguito il duca di Leinster. Alan Hyman scritto in The Gaiety Years:

#### Altri teatri e gli anni successivi

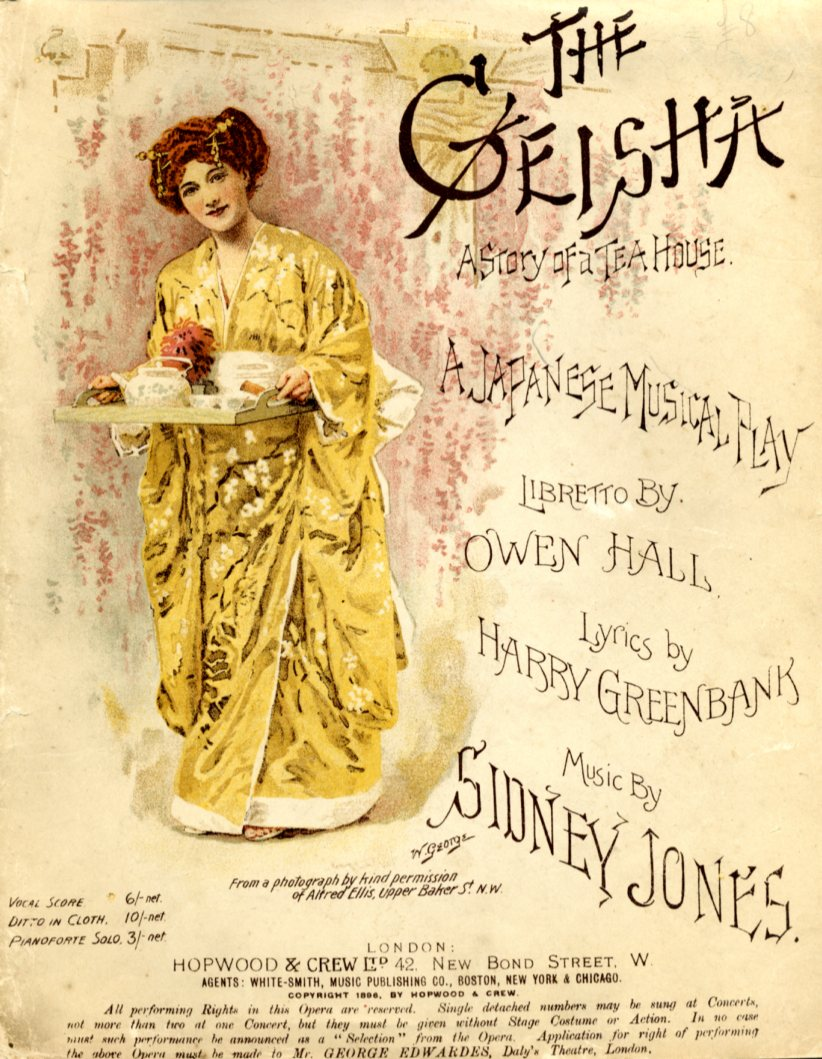
Copertina della partitura vocale de The Geisha

Edwardes entrò in società con produttore americano Augustin Daly per costruire un nuovo teatro londinese che avrebbero condiviso. Il Daly's Theatre fu aperto nel 1893, ma Daly non produsse molte commedie. Nel 1895 Edwardes assunse la direzione del teatro, dove Sidney Jones fu assunto come compositore residente e direttore musicale. Gli spettacoli di Edwardes a Daly avevano trame più coerenti e musica più romantica, composta appositamente per la trama del lavoro teatrale, piuttosto che una raccolta di canzoni popolari di attualità. Erano più simili a ciò che la commedia musicale doveva diventare nella maturità rispetto ai loro fratelli del Gaiety Theatre, i musical girls più simili a una rivista. Tra questi spettacoli figuravano grandi successi come An Artist's Model (1895), The Geisha (1896), A Greek Slave (1898) e San Toy (1899). Tra le star di Daly c'erano cantanti forti e romantici: il baritono Hayden Coffin e il soprano Marie Tempest. A loro si unirono la ballerina soubrette Letty Lind e il comico Huntley Wright. Dopo aver litigato con Coffin, Edwardes trovò successo a Daly's con una serie di adattamenti in lingua inglese di operette europee, tra cui Les p'tites Michu (1905), The Merry Widow (1907), The Dollar Princess (1910), The Count of Luxemburg (1911) e The Marriage Market (1913). Produsse The Girl in the Train al Vaudeville Theatre nel 1909.

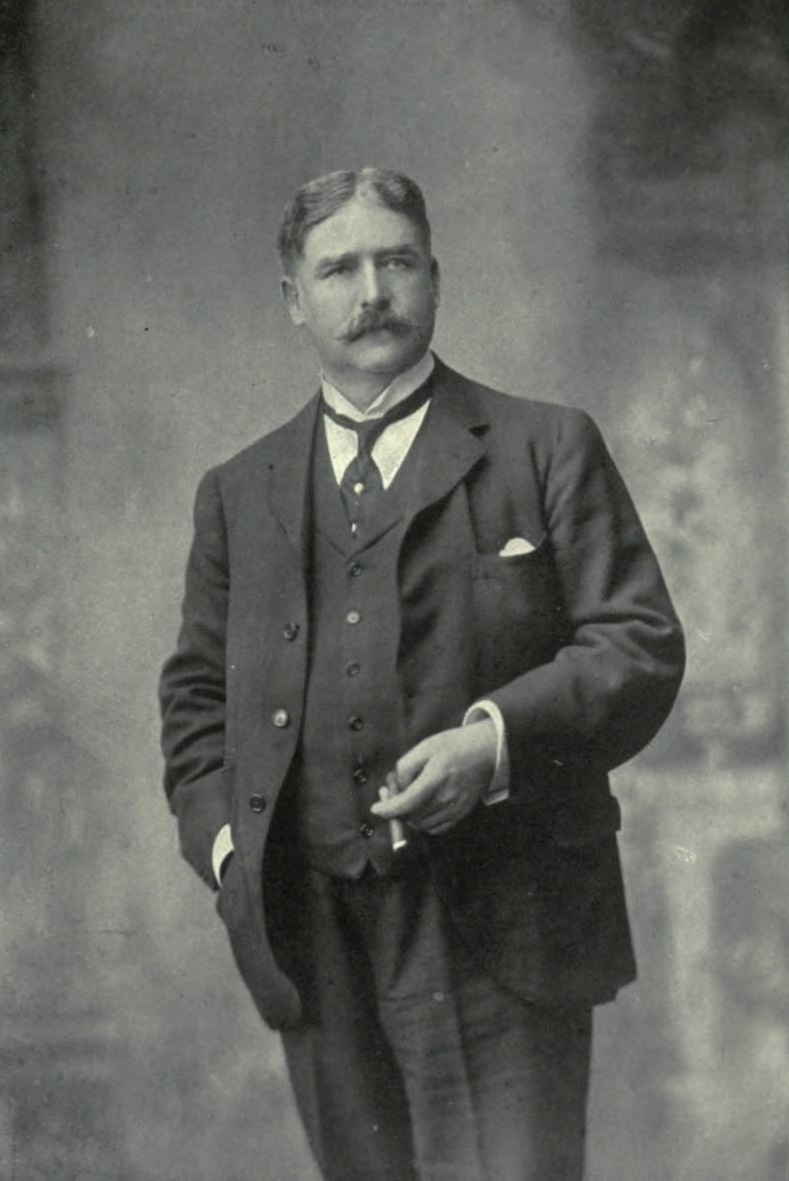
Edwardes nel 1903

Edwardes utilizzò anche l'Apollo Theatre per diversi musical, tra i quali Three Little Maids (1902) e The Girl from Kays (1902). Visto che il successo di Edwardes cresceva, ebbe bisogno di un altro teatro e aggiunse il Teatro Adelphi alla sua catena di teatri musicali. Qui produsse una serie di musical Lionel Monckton, Percy Greenbank è Adrian Ross, tra i quali The Earl and the Girl (1903), The Quaker Girl (1910), The Dancing Mistress (1912) e The Girl from Utah (1913).  Al Lyric Theatre, nel 1903, produsse l'opera comica di Caryll The Duchess of Dantzic.  Diresse anche l'Empire Theatre of Varieties, tra gli altri teatri. Edwardes fu un membro fondatore della Society of West End Theatre Managers, insieme a Frank Curzon, Helen Carte, Arthur Bourchier e sedici altri.
Edwardes correva a cavallo e uno di questi purosangue, Santoi, vinse molti premi. Allevava anche cavalli nella contea di Tipperary. Quando scoppiò la prima guerra mondiale Edwardes come ogni anno era ospite di uno stabilimento termale tedesco. Fu imprigionato in Germania per diversi mesi, il che aggravò i suoi problemi di salute.

## Morte
Edwardes morì nella sua casa di Regent's Park, a Londra, poco prima del suo sessantesimo compleanno. Fu sepolto nel cimitero di Santa Maria, Kensal Green lasciando la moglie, Julia Gwynne. Sebbene Edwardes abbia lasciato proprietà preziose, lasciò anche debiti considerevoli. Le sue imprese teatrali continuarono ad operare sotto la guida di Robert Evett, che riuscì a produrre numerosi successi negli anni seguenti, in particolare The Maid of the Mountains e The Boy, entrambi a partire dal 1917, che pagarono i debiti gravanti sulla tenuta.